# Erwin A. Lang
Erwin A. Lang (* 31. Juli 1908 in Schaffhausen; † 9. Januar 1973 in Wetzikon; heimatberechtigt in Schaffhausen) war ein Schweizer Journalist und Politiker (KPS, SP).
Lang arbeitete nach kaufmännischer Lehre und journalistischem Volontariat als freier Journalist, ab 1933 in Zürich. Ab 1946 war er Redaktor und ab 1947 auch Sekretär des Schweizerischen Textil- und Fabrikarbeiterverbands. Von 1953 bis 1973 war Lang Redaktor von Die Arbeit (ab 1960 Oberländer AZ) in Wetzikon.
Lang gehörte bis um 1939 der KPS an, dann der SP. Von 1950 bis 1953 war er im Zürcher Gemeinderat. Von 1955 bis 1973 gehörte er dem Kantonsrat an. Von 1965 bis 1967 war er gleichzeitig Nationalrat.
Lang war viermal verheiratet, zuletzt ab 1957 mit Hedi Lang.

## Werke
- Paul Irniger. Sein Leben und sein Verbrechen. Selbstverlag, Zürich 1939.